# Insula Quiriquina
Insula Quiriquina este o insulă situată în Talcahuano, Chile. Această insulă este administrată de Armada de Chile.

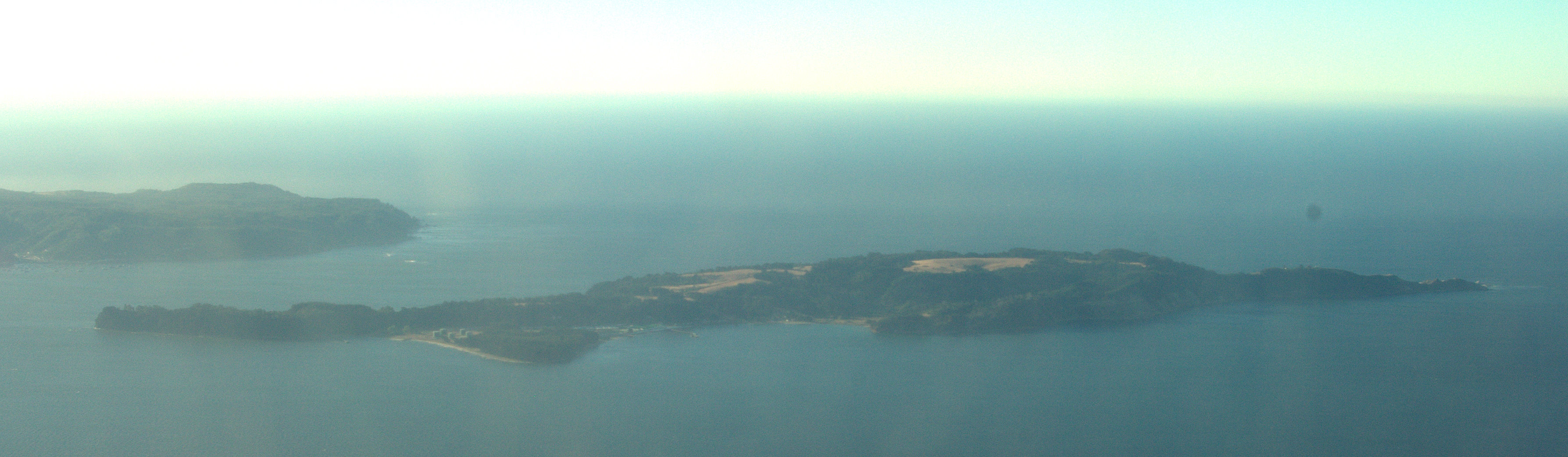
Insula Quiriquina